# Marc Herpoux
Marc Herpoux est un scénariste français né le 9 janvier 1968 à Montreuil (Seine-Saint-Denis).
Il est connu pour avoir créé, en collaboration avec Hervé Hadmar, les séries télévisées Les Oubliées en 2008, Pigalle, la nuit en 2009, Signature en 2011, et Les Témoins en 2015.

## Biographie
De 1987 à 1989, Marc Herpoux étudie à l'École pilote internationale d’art et de recherche (EPIAR), située dans la Villa Arson à Nice. Il intègre ensuite les Beaux-arts de Rennes, option communication, dont il sort avec le Diplôme National d’Art Plastique en 1992. Enfin, de 1994 à 1997, il est à l'École supérieure de réalisation audiovisuelle (ESRA), option réalisation cinéma.
Il est tout d'abord storyboardeur dans des films au cinéma comme Intervention divine d'Elia Suleiman en 2002, Process de C.S. Leigh en 2004 ou Toi et moi de Julie Lopes-Curval en 2006. Il devient ensuite scénariste et écrit le film Les Irréductibles de Renaud Bertrand en 2006 et le téléfilm L'Embrasement de Philippe Triboit en 2007.
Il s'associe avec le réalisateur et scénariste Hervé Hadmar pour créer et réaliser Les Oubliées, série diffusée en 2008 sur France 3 et mettant en scène Jacques Gamblin. Ils continuent leur collaboration sur Pigalle, la nuit, diffusée en 2009 sur Canal+, puis Signature, diffusée en 2011 sur France 2. Les Témoins, série télévisée avec Thierry Lhermitte et Marie Dompnier diffusée en 2015 sur France 2, constitue la quatrième collaboration entre Hervé Hadmar et Marc Herpoux. En 2016 Marc Herpoux collabore une nouvelle fois avec Hervé Hadmar, ensemble ils réalisent la série Au-delà des murs diffusée sur Arte.
En 2023, il co-signe le scénario de la mini-série Sambre diffusée sur France 2.

## Filmographie

### Comme Storyboardeur
- La Belle et la Bête de Jérôme Diamant-Berger
- 2002 : Intervention divine d'Elia Suleiman
- 2004 : Process de C.S. Leigh
- The Photographer de C.S. Leigh
- 2006 : Toi et moi de Julie Lopes-Curval

### Comme Scénariste
- 2006 : Les Irréductibles, film de Renaud Bertrand
- 2007 : L'Embrasement, téléfilm de Philippe Triboit
- 2008 : Les Oubliées (mini-série)
- 2009 : Pigalle, la nuit (série télévisée)
- 2009 : Entre deux ombres, téléfilm de Philippe Venault
- 2011 : Signature (série télévisée)
- 2015 : Les Témoins (série télévisée)
- 2015 : Au-delà des murs
- 2023 : Sambre (mini-série)